# 56088 Ухен
56088 Ухен (56088 Wuheng) — астероїд головного поясу, відкритий 14 січня 1999 року.
Тіссеранів параметр щодо Юпітера — 3,351.
Названо на честь китайського геолога У Хена (кит.: 武衡).